# Liveingita
La liveingita és un mineral de la classe dels sulfurs que pertany al grup de la sartorita. Rep el nom en honor de George Downing Liveing (14 d'agost de 1827, Nayland, Suffolk, Regne Unit - 26 de desembre de 1924), professor de química de la Universitat de Cambridge, Anglaterra. El nom de rathita-II també fa referència a aquest mineral.

## Característiques
La liveingita és un sulfur, una sulfosal de fórmula química Pb9As13S28. Cristal·litza en el sistema monoclínic. La seva duresa a l'escala de Mohs és 3.
Segons la classificació de Nickel-Strunz, la liveingita pertany a «02.HC: Sulfosals de l'arquetip SnS, amb només Pb» juntament amb els següents minerals: argentobaumhauerita, baumhauerita, chabourneïta, dufrenoysita, guettardita, parapierrotita, pierrotita, rathita, sartorita, twinnita, veenita, marumoïta, dalnegroïta, fülöppita, heteromorfita, plagionita, rayita, semseyita, boulangerita, falkmanita, plumosita, robinsonita, moëloïta, dadsonita, owyheeïta, zoubekita i parasterryita.

## Formació i jaciments
Va ser descoberta a la pedrera Lengenbach, a la localitat de Fäld (Valais, Suïssa). També ha estat descrita a Espanya, França i Xile.